# Paraonagylla zavattarii
Paraonagylla zavattarii là một loài bướm đêm thuộc phân họ Arctiinae, họ Erebidae.